# Beautiful Wedding
Beautiful Wedding ist ein US-amerikanischer Spielfilm aus dem Jahr 2024 von Roger Kumble mit Virginia Gardner und Dylan Sprouse in den Hauptrollen. Das Drehbuch basiert auf dem gleichnamigen dritten Roman aus der Beautiful-Reihe von Autorin Jamie McGuire. Es handelt sich um die Fortsetzung von Beautiful Disaster (2023).

## Handlung
Nach einer Partynacht in Las Vegas wachen Abby und Travis verkatert in einer Luxus-Suite auf. Sie können sich allerdings nicht erinnern sich dort eingemietet zu haben. Bald wird ihnen klar, dass sie im Casino gewonnen und in der Nacht geheiratet haben. Mit ihren Freunden America und Shepley fliegen sie daher in die Flitterwochen nach Mexiko.
Dort kommen Abby Zweifel, ob sie nicht überstürzt geheiratet haben und sie erstellt eine Pro-und-Kontra-Liste, um zu sehen, ob sie sich nicht wieder lieber scheiden lassen sollen. Die Freunde von Travis ermuntern ihn, um Abby und ihre Liebe zu kämpfen.

## Besetzung und Synchronisation
Die deutschsprachige Synchronisation übernahm die Mo Synchron. Dialogregie führte Madeleine Stolze, das Dialogbuch schrieb Domenic Redl.
| Rolle                   | Darsteller           | Synchronsprecher     |
| ----------------------- | -------------------- | -------------------- |
| Abby „Pigeon“ Abernathy | Virginia Gardner     | Malika Bayerwaltes   |
| America Mason           | Libe Barer           | Carolin Sophie Göbel |
| Benny                   | Rob Estes            | Frank Röth           |
| Parker Hayes            | Neil Bishop          | Tillbert Strahl      |
| Pater Miguel Pedrosa    | Alex Aiono           | Mio Lechenmayr       |
| Sancho                  | Steven Bauer         | Achim Buch           |
| Shepley Maddox          | Austin North         | Felix Mayer          |
| Taylor Maddox           | Declan Michael Laird | Sebastian Griegel    |
| Thomas Maddox           | Trevor Van Uden      | François Goeske      |
| Travis Maddox           | Dylan Sprouse        | Lenny Peteanu        |
| Trenton Maddox          | Jack Hesketh         | Peter Frerich        |
| Tyler Maddox            | Micky Dartford       | Kevin Kasper         |
| Vivian Hayes            | Kyle Richards        | Madeleine Stolze     |

## Veröffentlichung
In den USA wurde der Film am 24. Januar 2024 veröffentlicht. Der deutsche und österreichische Kinostart war am 9. Mai 2024. Auf Blu-ray soll der Film am 23. August 2024 erscheinen.

## Produktion und Hintergrund
Der Film wurde von Voltage Pictures produziert, als Produzent fungierte David Shojai.
Die Kamera führte Theo van de Sande, die Montage verantwortete Justin Reeder, das Production-Design gestaltete Britt Doughty. In Deutschland übernahm den Verleih Leonine Distribution, in Österreich Constantin Film.

## Rezeption
Kamil Moll vergab auf Filmstarts.de 3,5 von 5 Sternen. Mit diesem Film kehre Roger Kumble wieder zurück zum ironisch-metareferenziellen Tonfall von Eiskalte Engel. Beispiellos vulgär und freigeistig gelinge ihm so ein ebenso krudes wie genüssliches Spiel mit den Erzählkonventionen von zeitgenössischen Young-Adult-Romanzen.
Oliver Armknecht bewertete den Film auf film-rezensionen.de mit sechs von zehn Punkten. Die Produktion sei wie schon der erste Teil eine humorvolle Abwandlung von Liebesfilmen und mache sich sogar über die eigenen Figuren lustig. Auch wenn nicht jeder Gag davon wirklich treffe, sei das doch eine sympathische Alternative zum romantischen Einerlei.
Peter Osteried dagegen kritisierte den Film auf cineman.ch als eigenartigen Film, der tonal gänzlich anders als der erste Teil sei, der Romcom- und Martial-Arts-Elemente über Bord werfe und stattdessen die Geschichte als flapsige Slapstick-Komödie weitererzähle. Der Humor sei dabei mehrheitlich unter der Gürtellinie.
Antje Wessels urteilte auf wessels-filmkritik.com, dass Krumble das anhaltend beliebte Genre der New-Adult-Romanze genüsslich durch den Kakao ziehe. Das nehme bisweilen hanebüchen cartooneske Züge an, lasse dabei aber immer die Liebe für seine Figuren durchscheinen.